# Pietro Querini

Stemma Querini

Pietro Querini (Venezia, 1400? – 1448) è stato un mercante e navigatore italiano, senatore della Repubblica di Venezia.

## Biografia
Patrizio veneziano (N.H.) della potente famiglia Querini e dunque membro di diritto del Maggior Consiglio della Serenissima. Fu Signore, nell'isola di Candia (Creta), dei feudi di Castel di Temini e Dafnes, famosi per la produzione del vino Malvasia, che egli commerciava specialmente con le Fiandre.

### Il viaggio della Querina
Il 25 aprile 1431 Pietro salpò da Candia verso le Fiandre a bordo della caracca Querina con un carico di 800 barili di Malvasia, spezie, cotone, cera, allume di rocca e altre mercanzie di valore, pari a circa 500 tonnellate. L'equipaggio era composto da sessantotto uomini di diverse nazionalità. Suoi luogotenenti erano Nicolò de Michele, patrizio veneto, e Cristofalo Fioravante, comito.
Il 14 settembre, superato Capo Finisterre, vennero sorpresi da ripetute tempeste e furono spinti sempre più verso ovest, al largo dell'Irlanda: inoltre si ruppe il timone e la nave restò disalberata, andando alla deriva per diverse settimane, trasportata dalla Corrente del Golfo. Il 17 dicembre l'equipaggio decise di abbandonare il relitto semiaffondato e si divise: 18 si imbarcarono su uno schifo (sorta di scialuppa) e 47 su una seconda lancia più grande, comprendente i tre ufficiali. Della prima imbarcazione non si ebbe più alcuna notizia, ma la lancia più grande andò a lungo alla deriva fra razionamenti di viveri e morti continue, toccando fortunosamente terra il 14 gennaio 1432 nell'isola deserta di Sandøy, vicino a Røst nell'arcipelago norvegese delle Lofoten, con 16 marinai superstiti.

### Il soccorso a Røst
Il Querini e i suoi compagni vissero per undici giorni bivaccati sulla costa nutrendosi di patelle e accendendo fuochi per scaldarsi. Questi furono avvistati dai pescatori dell'isola di Røst, la più vicina, che andarono in loro aiuto e li ospitarono nelle loro case. La popolazione dell'isola di Røst, che i veneziani chiamarono Rustene, circa 120 abitanti, era dedita alla pesca e all'essiccazione del merluzzo. I veneziani rimasero circa quattro mesi nell'isola, e Querini scrisse una dettagliata relazione per il Senato, oggi conservata nella Biblioteca Apostolica Vaticana:
(Pietro Querini)
Qui i marinai trascorsero circa quattro mesi, ospitati dalla comunità di pescatori, persone – come scriveva il Querini, estremamente gentili e socievoli:
(Pietro Querini)
Ma Pietro Querini non temeva scandali poiché, come scrisse sul suo diario:
(Pietro Querini)
Il 15 maggio 1432 il Querini venne aiutato dai pescatori a ripartire verso Venezia; portando con sé stoccafissi seccati.  Durante il viaggio di ritorno passò per Trondheim, Vadstena e Londra, dove fu ospite dell'allora potente comunità veneziana che risiedeva sul Tamigi.
Da lì, dopo 24 giorni di cavallo, il "capitano da mar" giunse finalmente a Venezia il 12 ottobre 1432.
Vi importò la idea dello stoccafisso, che godette subito di un grande successo e che i veneziani impararono ad apprezzare, sia per la sua bontà gastronomica che per le sue caratteristiche di cibo a lunga conservazione molto utile sia nei viaggi di mare che di terra, oltre che per la caratteristica di essere un "cibo magro", così da divenire uno dei piatti consigliati negli oltre 200 giorni di magro, fissati, assieme ai cibi, il 4 dicembre 1563, data della XXV e ultima sessione del concilio di Trento.
Molto importante, nella relazione di viaggio, che scrisse successivamente per il Senato, è la descrizione della vita dei pescatori norvegesi e della tecnica di conservazione del merluzzo che, una volta essiccato, diventa stoccafisso.

Il famoso umanista del cinquecento Giovan Battista Ramusio, autore del volume Delle navigationi et viaggi, che raccoglieva i più importanti viaggi compiuti dall'antichità classica fino alla sua epoca, dedicò un capitolo al Querini, iniziando così: 
(Giovan Battista Ramusio)
Gli abitanti di Røst da allora hanno sempre nutrito una grande riconoscenza verso Pietro Querini, tanto che nel cinquecentesimo anniversario del naufragio hanno eretto un cippo in suo onore nell'isola di Sandøy con l'impegno e alla presenza dell'allora Ambasciatore d'Italia, Conte Alberto de Marsanich. A Røst un isolotto è stata chiamata "isola di Sandrigo", in ricordo della cittadina in provincia di Vicenza dove si tiene annualmente la Festa del baccalà, il piatto tradizionale della cucina vicentina a base di stoccafisso proveniente dalle isole Lofoten. Per converso, a Sandrigo una piazza è stata dedicata a Røst.
Nel 2017 è stato istituito il Parco Letterario Pietro Querini (litteraturpark på Røst) con il Comune di Røst e il sostegno dell'Ambasciata d'Italia. Il Parco ha iniziato la sua attività nel 2018.

## Riferimenti culturali
La storia del Querini ha ispirato tanti scrittori ed altri artisti:
- Libro a fumetti: 1432. Il veneziano che scoprì il baccalà" di Paolo Cossi (Hazard Edizioni) del 2008.
- Romanzo: Alla larga da Venezia. L'incredibile viaggio di Pietro Querini oltre il circolo polare artico nel '400" di Franco Giliberto e Giuliano Piovan.
- Opera: "Querini", rappresentata a Røst per la prima volta nel 2012. 27-29 Ottobre al Arsenale Nord a Venezia
- Massimo Manservisi Figli di Querini[1], 2015, Amazon Kindle
- Mostra del maestro Franco Fortunato: La storia della Querina, Palazzo della Cancelleria, Roma, aprile 2016
- Marco Firrao La Storia della Querina nelle tavole del maestro Franco Fortunato The History of the Querina in the paintings by master Franco Fortunato, 2016, Il Mare Libreria Internazionale ISBN 978-88-85833-25-8
- Libro grafico: Il nobile Veneziano ed il pesce Valentino, stoccafisso: storie, disegni e ricette di Laura Cerponi, 2018, Cooptipograf Savona  ISBN 978-88-87730-54-8
- La nascita del Parco Letterario Pietro Querini . Stanislao de Marsanich fra Italia og Kjell Arne Helgebostad
- Servizio: Lofoten, le isole dello stoccafisso, di Natalino Russo. Ligabue Magazine n. 76 Archiviato l'8 agosto 2020 in Internet Archive., giugno 2020, rivista bilingue in italiano e inglese pubblicata dalla Fondazione Giancarlo Ligabue.